# Myopterus
Myopterus é um gênero de morcegos da família Molossidae.

## Espécies
- Myopterus daubentonii Desmarest, 1820
- Myopterus whitleyi (Scharff, 1900)